# Kaipola
Kaipola es el ciudad industrializada más meridional de Finlandia Central en la localidad de Jämsä. 
Se encuentra al pie de la bahía de Olkkolanlahti, al este de la autopista 24 . En 2016, su población era de 1088 habitantes.

## historia
Kaipola era originalmente un pequeño pueblo rural localizado en la desembocadura del río Jämsänjoki. El desarrollo industrial comenzó en 1952 con el establecimiento de la fábrica de papel Kaipola en esta zona. En Kaipola se encuentra la mayor planta de destintado de Finlandia. También está aquí la colina de salto Pitkävuori.
Himos, la estación de esquí más grande del sur de Finlandia, está cerca de Kaipola. También Päijänne ofrece oportunidades de recreación.

## Fábrica de papel Kaipola
La fábrica de papel de Kaipola fue fundada por United Paper Mill en la desembocadura del río Jämsänjoki , porque la empresa tuvo que reemplazar la pérdida de Myllykoski Mill con una nueva fábrica. 1952 La fábrica de papel, establecida en la aldea de Kaipola, ahora produce LWC, papel de periódico y papel de catálogo. Helsingin Sanomat solía imprimirse en papel Kaipola, y de las revistas actuales, Rural Future utiliza el papel Kaipola nacional , cuyos suplementos se producen nuevamente en la fábrica de papel Anjala en Inkerois, Kouvola.
La fábrica tiene más de 800 empleados. La fábrica actualmente tiene tres máquinas de papel en funcionamiento con una producción anual de más de 700000 toneladas.

## Trampolín de Esquí de Kaipola
La joroba de salto se construyó en 1964 para ser la más grande del tiempo, desde la cual era posible saltar más de cien metros. El récord de la colina Hyppyrimäki es de 111 m (Sami y Toni Nieminen 1994). La colina más grande se complementa con los saltos más pequeños de 25 y 55 metros. Al mismo tiempo, se despejaron dos pendientes de slalom. El esquí alpino disminuyó ya en la década de 1980, cuando se completó la estación de esquí más grande, Himos . El último salto desde la torre Pitkävuori se saltó en 1994. Hoy la pendiente cuesta abajo está en su lugar, pero está cubierta de vegetación, así como las pistas de slalom. La posición superior del ancla se levanta con sus motores y en parte las estructuras de la columna están en su lugar. Las colinas más pequeñas de 25 y 55 metros son para jóvenes con sus propios ascensores.
Fue dado a conocer fuera de Finlandia dos veces debido a los anuncios del Audi 100 en 1985 y del Audi A6 en 2005 (para lo cual hubo que rehabilitar el trampolín) en los que dichos coches subian por la pista.
- Datos: Q9017061